# Hiram (Vorname)
Hiram (hebräisch חִירָם) ist ein hebräischer männlicher Vorname.

## Herkunft und Bedeutung des Namens
Hiram bedeutet „edel“, „von edler Gesinnung“.

## Bekannte Namensträger
- Hiram Abrams (1878–1926), der erste Präsident des Filmverleihs United Artists
- Hiram Bell (1808–1855), US-amerikanischer Politiker
- Hiram Pitt Bennet (1826–1914), US-amerikanischer Politiker
- Hiram Bingham III (1875–1956), US-amerikanischer Archäologe und Politiker
- Hiram Bullock (1955–2008), US-amerikanischer Jazz-Gitarrist
- Hiram Burgos (* 1987), puerto-ricanischer Baseballspieler
- Hiram R. Burton (1841–1927), US-amerikanischer Politiker
- Hiram M. Curry (* zwischen 1750 und 1760; † nach 1839), US-amerikanischer Baptistenprediger und Politiker
- Hiram Edson (1806–1888), US-amerikanischer Pionier der Siebenten-Tags-Adventisten
- Hiram Kinsman Evans (1863–1941), US-amerikanischer Politiker
- Hiram Fong (1906–2004), US-amerikanischer Politiker chinesischer Herkunft
- Hiram Robert Fowler, vollständiger Name des US-amerikanischen Politikers H. Robert Fowler (1851–1926)
- Hiram Garcia, US-amerikanischer Filmproduzent
- Hiram Ulysses Grant, Taufname des US-amerikanischen Generals und Politikers Ulysses S. Grant (1822–1885)
- Hiram Gray (1801–1890), US-amerikanischer Jurist und Politiker
- Hiram P. Hunt (1796–1865), US-amerikanischer Jurist und Politiker
- Hiram Johnson (1866–1945), US-amerikanischer Politiker und von 1911 bis 1917 Gouverneur von Kalifornien
- Hiram Keller (1944–1997), US-amerikanischer Bühnen- und Filmschauspieler
- Hiram Kümper (* 1981), deutscher Historiker
- Hiram Maxim (1840–1916), britischer Erfinder
- Hiram Percy Maxim (1869–1936), US-amerikanischer Erfinder
- Hiram McCallum (1899–1989), 49. Bürgermeister von Toronto
- Hiram McCullough (1813–1885), US-amerikanischer Politiker
- Hiram Mier (* 1989), mexikanischer Fußballspieler
- Hiram Frederik Moody III., bekannt als Rick Moody (* 1961), US-amerikanischer Autor
- Hiram Price (1814–1901), US-amerikanischer Politiker
- Hiram Rhodes Revels (1827–1901), US-amerikanischer Politiker und Geistlicher
- Hiram Lawton Richmond (1810–1885), US-amerikanischer Politiker
- Hiram Runnels (1796–1857), US-amerikanischer Politiker
- Hiram Y. Smith (1843–1894), US-amerikanischer Politiker
- Hiram Sanford Stevens (1832–1893), US-amerikanischer Politiker
- Hiram A. Tuttle (1837–1911), US-amerikanischer Politiker
- Hiram Tuttle (1882–1956), US-amerikanischer Dressurreiter
- Hiram Walbridge (1821–1870), US-amerikanischer Jurist und Politiker
- Hiram Walden (1800–1880), US-amerikanischer Jurist und Politiker
- Hiram King Williams, vollständiger Name des US-amerikanischen Country-Musikers Hank Williams (1923–1953)

### Bibel
Im Alten Testament werden zwei Träger dieses Namens erwähnt: 
- Hiram I. (Tyros) (* 999 v. Chr.; † 935 v. Chr.), phönizischer König (2 Sam 5,11 LUT)
- Ḥīrām, Kunsthandwerker im Auftrag des phönizischen Königs Hiram bei König Salomon (2 Chr 2,12 LUT)

## Fiktive Personen
- Hiram Abif, nach einer Allegorie der Freimaurer der Architekt des Tempels von König Salomo in Jerusalem
- Doc Hiram Baker, Charakter in der Fernsehserie Unsere kleine Farm, gespielt von Kevin Hagen
- Hiram Berry, Charakter in der Fernsehserie Glee, gespielt von Jeff Goldblum
- Hiram (Hi) Flagston, Charakter im US-amerikanischen Comic-Strip Hi and Lois
- Hiram Gummer, Charakter in der Tremors-Reihe, gespielt von Michael Gross
- Hiram Lodge, Charakter in der US-amerikanischen Netflix-Serie Riverdale, gespielt von Mark Consuelos